# Ethan Jolley
Ethan Terence Jolley (* 29. März 1997 in Gibraltar) ist ein gibraltarischer Fußballspieler. Auf seine Jugendzeit in Spanien folgten mehrere Wechsel innerhalb seines Heimatlandes, bevor er 2023 bei seinem aktuellen Verein St Joseph’s FC unterschrieb.

## Karriere
Jolley begann seine Karriere in Spanien bei Atlético Zabal. 2014 wechselte er zurück nach Gibraltar zum Europa FC. Im Januar 2015 wechselte er zum Rekordmeister Lincoln Red Imps FC und im September 2015 wurde er an den Lynx FC verliehen. Nach einer weiteren Station bei Mons Calpe und der Rückkehr zum Europa FC folgte im Sommer 2023 der feste Wechsel zum St Joseph’s FC.

## Nationalmannschaft
Jolley spielte 2013 erstmals für die nationale U-17 Auswahl. 2014 spielte er erstmals für die U-19 Mannschaft. Im März 2015 gegen Schottland stand er erstmals im Kader der Herren.

## Privates
Sein Cousin ist der Fußballspieler Tjay De Barr.